# 韋塞萊 (胡利亞伊波萊市鎮)
47°41′26″N 36°23′46″E / 47.69056°N 36.39611°E
韋塞萊（烏克蘭語：Веселе），是位於烏克蘭東南部的村莊，由扎波羅熱州波洛希區的胡利亚伊波莱市镇負責管轄，面積0.6平方公里，海拔高度150米，2001年人口13，人口密度每平方公里21.6人。